# Leandro Paredes
Leandro Daniel Paredes (San Justo, 1994. június 29. –) világbajnok argentin válogatott labdarúgó, a Boca Juniors középpályása.

## Pályafutása

### Klubcsapatokban

#### Boca Juniors
Paredes 2010. november 16-án debütált a Boca Juniors felnőtt csapatában az Argentinos Juniors elleni 2–0-ra elveszített mérkőzésen. 2014. január 29-én, fél évre az olasz élvonalban szereplő Chievo Veronába került kölcsönbe.

#### AS Roma
A szezonban az egyik legnagyobb olasz klub, az AS Roma szerette volna megszerezni kölcsönbe a Boca Juniors-tól, azonban a gárda kifutott az EU-n kívüli, nemzetközi átigazolási időszakból és nem sikerült leigazolniuk, így a játékos maradt a Chievo csapatánál.
A 2014–15-ös szezon előtti nyári átigazolási időszakban a fővárosiaknak sikerült megállapodniuk a Boca Juniors-sal a kölcsönévételéről, kötelező vételi opcióval. Szeptember 27-én debütált a Rómában, a második félidőben egy Hellas Verona elleni 2–0-ra megnyert találkozón. 2015. február 8-án megszerezte első gólját a "bordó-sárga" mezben a Cagliari elleni 2–1-es sikerben. 2015 júniusában a Róma végleg megvette a Boca Juniors-tól.
A 2015–16-os idényt kölcsönben az Empoli-nál töltötte, majd a 2016–17-es évadra visszatért és alapemberré vált.

#### Zenyit Szankt-Petyerburg
2017. július 1-jén az orosz bajnokságban szereplő FK Zenyit Szankt-Petyerburg igazolta le 23 millió euró ellenében, amely összeg a különböző bónuszokkal együtt további 4 millióval nőtt. A játékos négy évre írt alá.  Debütálására július 4-én került sor az Austria Wien elleni barátságos meccsen, ahol kezdőként lépett pályára. A találkozót 2–1-re nyerték meg. A Premjer-Ligában július 16-án mutatkozott be kezdőként egy SKA Khabarovszk elleni, 2–0-ra megnyert mérkőzésen.

#### Paris Saint-Germain
2019. január 29-én a francia Paris Saint-Germain FC bejelentette, hogy Parades négy és fél éves szerződést kötött a klubbal és a 8-as mezszámot kapta meg. Kezdeti vételára 40 millió euró volt, amely a későbbiekben 47 millióra nőtt. A Ligue 1-ben először 2019. január 3-án lépett pályára a 79. percben egy Lyon ellen 2–1-re elvesztett meccsen.

### A válogatottban
2017. május 17-én először kapott meghívott az argentin felnőtt válogatottba, a nemzeti csapat pedig új szövetségi kapitányt kapott Jorge Sampaoli személyében, aki júniusban nevezte a Szingapúr és a Brazília elleni barátságos mérkőzésekre. Első találkozóján, június 13-án rögtön gólt szerzett Szingapúr ellen, segítve Argentínát a 6–0-s győzelemhez.
2018 májusában előzetesen őt is nevezték a  2018-as oroszországi világbajnokság 35 fős bő keretbe, de a 23 fős alapkeretbe már nem fért be. 2019. május 21-én bekerült az argentin együttes 23 fős Copa América csapatába.
2021 júniusában bekerült a 2021-es Copa Américán részt vevő 28 fős argentin keretbe. A verseny elődöntőjében a Kolumbia elleni mérkőzés 1–1-re végződött, a tizenegyespárbaj során (3–2) Paredes sikeresen gólra váltotta pontrúgását, ezzel segítette Argentínát a döntőbe jutásban.
2022. november 11-én bekerült a 2022-es labdarúgó-világbajnokságra Argentína 26 fős keretébe. Gólt szerzett a Hollandia elleni tizenegyespárbajban, amelyet 4–3-ra nyert meg Argentína miután az összecsapás 2–2-re végződött. Paredes ismét betalált a Franciaország elleni tizenegyespárbajban is a világbajnokság döntőjében, mivel a mérkőzés a hosszabbítás után 3–3-ra állt. A tizenegyespárbajt az argentinok 4–2-re nyerték meg.

## Statisztika

### Klubcsapatokban
2022. november 13-án frissítve.
| Klub                     | Szezon           | Liga             | Liga  | Liga | Kupa  | Kupa | Ligakupa | Ligakupa | Nemzetközi | Nemzetközi | Egyéb | Egyéb | Összesen | Összesen |
| Klub                     | Szezon           | Bajnokság        | Mérk. | Gól  | Mérk. | Gól  | Mérk.    | Gól      | Mérk.      | Gól        | Mérk. | Gól   | Mérk.    | Gól      |
| ------------------------ | ---------------- | ---------------- | ----- | ---- | ----- | ---- | -------- | -------- | ---------- | ---------- | ----- | ----- | -------- | -------- |
| Boca Juniors             | 2010–11          | Primera División | 1     | 0    | 0     | 0    | —        | —        | —          | —          | —     | —     | 1        | 0        |
| Boca Juniors             | 2011–12          | Primera División | 3     | 0    | 1     | 0    | —        | —        | 0          | 0          | —     | —     | 4        | 0        |
| Boca Juniors             | 2012–13          | Primera División | 20    | 4    | 0     | 0    | —        | —        | 1          | 0          | 1     | 0     | 22       | 4        |
| Boca Juniors             | 2013–14          | Primera División | 4     | 1    | 0     | 0    | —        | —        | 0          | 0          | —     | —     | 4        | 1        |
| Boca Juniors             | Összesen         | Összesen         | 28    | 5    | 1     | 0    | —        | —        | 1          | 0          | 1     | 0     | 31       | 5        |
| Chievo (kölcsönben)      | 2013–14          | Serie A          | 1     | 0    | 0     | 0    | —        | —        | —          | —          | —     | —     | 1        | 0        |
| Chievo (kölcsönben)      | Összesen         | Összesen         | 1     | 0    | 0     | 0    | —        | —        | —          | —          | —     | —     | 1        | 0        |
| AS Roma (kölcsönben)     | 2014–15          | Serie A          | 10    | 1    | 2     | 0    | —        | —        | 1          | 0          | —     | —     | 13       | 1        |
| AS Roma                  | 2016–17          | Serie A          | 27    | 3    | 4     | 0    | —        | —        | 10         | 0          | —     | —     | 41       | 3        |
| AS Roma                  | Összesen         | Összesen         | 37    | 4    | 6     | 0    | —        | —        | 11         | 0          | —     | —     | 54       | 4        |
| Empoli (kölcsönben)      | 2015–16          | Serie A          | 33    | 2    | 0     | 0    | —        | —        | —          | —          | —     | —     | 33       | 2        |
| Empoli (kölcsönben)      | Összesen         | Összesen         | 33    | 2    | 0     | 0    | —        | —        | —          | —          | —     | —     | 33       | 2        |
| Zenyit Szankt-Petyerburg | 2017–18          | Premjer-Liga     | 28    | 4    | 1     | 1    | —        | —        | 10         | 1          | —     | —     | 39       | 6        |
| Zenyit Szankt-Petyerburg | 2018–19          | Premjer-Liga     | 15    | 3    | 0     | 0    | —        | —        | 7          | 1          | —     | —     | 22       | 4        |
| Zenyit Szankt-Petyerburg | Összesen         | Összesen         | 43    | 7    | 1     | 1    | —        | —        | 17         | 2          | —     | —     | 61       | 10       |
| Paris Saint-Germain      | 2018–19          | Ligue 1          | 16    | 0    | 4     | 0    | —        | —        | 2          | 0          | 0     | 0     | 22       | 0        |
| Paris Saint-Germain      | 2019–20          | Ligue 1          | 17    | 0    | 5     | 1    | 4        | 0        | 6          | 0          | 1     | 0     | 33       | 1        |
| Paris Saint-Germain      | 2020–21          | Ligue 1          | 21    | 1    | 6     | 0    | —        | —        | 8          | 0          | 1     | 0     | 36       | 1        |
| Paris Saint-Germain      | 2021–22          | Ligue 1          | 15    | 1    | 2     | 0    | —        | —        | 5          | 0          | 0     | 0     | 22       | 1        |
| Paris Saint-Germain      | 2022–23          | Ligue 1          | 3     | 0    | 0     | 0    | —        | —        | 0          | 0          | 1     | 0     | 4        | 0        |
| Paris Saint-Germain      | Összesen         | Összesen         | 72    | 2    | 17    | 1    | 4        | 0        | 21         | 0          | 3     | 0     | 117      | 3        |
| Juventus (kölcsönben)    | 2022–23          | Serie A          | 9     | 0    | 0     | 0    | —        | —        | 4          | 0          | —     | —     | 13       | 0        |
| Juventus (kölcsönben)    | Összesen         | Összesen         | 9     | 0    | 0     | 0    | —        | —        | 4          | 0          | —     | —     | 13       | 0        |
| Karrier összesen         | Karrier összesen | Karrier összesen | 223   | 20   | 25    | 2    | 4        | 0        | 54         | 2          | 4     | 0     | 310      | 24       |

### A válogatottban
2022. december 18-án frissítve.
| 2017     | 2  | 1 |
| 2018     | 7  | 0 |
| 2019     | 15 | 2 |
| 2020     | 4  | 0 |
| 2021     | 13 | 1 |
| 2022     | 10 | 0 |
| Összesen | 51 | 4 |

#### Góljai a válogatottban
| #  | Dátum                | Helyszín                                                | Ellenfél  | Gól | Végeredmény | Kiírás              |
| -- | -------------------- | ------------------------------------------------------- | --------- | --- | ----------- | ------------------- |
| 1. | 2017. június 13.     | Szingapúri Nemzeti Stadion, Kallang, Szingapúr          | Szingapúr | 4–0 | 6–0         | Barátságos mérkőzés |
| 2. | 2019. szeptember 10. | Alamodome, San Antonio, Amerika                         | Mexikó    | 3–0 | 4–0         | Barátságos mérkőzés |
| 3. | 2019. október 13.    | Estadio Manuel Martínez Valero, Alicante, Spanyolország | Ecuador   | 3–0 | 6–1         | Barátságos mérkőzés |

## Sikerei, díjai

### Klubokban
Zenyit Szankt-Petyerburg
- Orosz bajnok: 2018–19

 Paris Saint-Germain
- Francia bajnok: 2018–19, 2019–20,[17] 2021–22,[18] 2022–23[19]

- Francia kupa: 2019–20,[20] 2020–21[21]
- Francia ligakupa: 2019–20
- Francia szuperkupa: 2019,[22] 2020,[23] 2022[24]

### Válogatott
Argentína
- Copa América: 2021, 2024
- FIFA Világbajnokság: 2022
- CONMEBOL–UEFA Cup of Champions: 2022[25]

### Egyéni
- Copa América az év csapata: 2019[26]